# Duitse renaissance
De Duitse renaissance maakt deel uit van wat de Noordelijke renaissance wordt genoemd. Het was een culturele en artistieke stroming die zich, onder invloed van de Italiaanse renaissance, verspreidde onder Duitse denkers en kunstenaars in de 15e en 16e eeuw. Duitse kunstenaars reisden naar Italië, om meer te leren en geïnspireerd te raken door de Italiaanse renaissancebeweging. De bewondering voor de klassieke cultuur stimuleerde in Duitsland de oprichting van academies, en leidde ertoe dat wetenschappers zich meer gingen richten op de hen omringende wereld, en minder op de hemel. Dit was, net als eerder in Italië, ook in Duitsland een belangrijk keerpunt in de geschiedenis.
Duitsland bezat verschillende universiteiten, waarvan er zeven werden opgericht tussen 1348 en 1409. In deze leercentra vonden de nieuwe studies ingang na het jaar 1440, voornamelijk door de invloed van de reizende hoogleraren Peter Luder en Samuel Karoch. Duitse wetenschappers bezochten Lombardische en Toscaanse lezingen, en keerden naar Duitsland terug met de methoden van de humanisten. De kennis van het Grieks, Latijn en Hebreeuws maakte al snel deel uit van de bagage van Duitse intellectuelen. Ze namen ook de gewoonte van de Italiaanse humanisten over om hun naam te latiniseren: Crotus Rubeanus en Pierius Graecus, Capnion en Lupambulus Ganymedes, Oecolampadius en Melanchthon zijn daar enkele voorbeelden van. Een paar van de Duitse vorsten, onder wie keizer Maximiliaan I en hertog Everhard van Württemberg, speelden een belangrijke rol in de stichting van nieuwe universiteiten, en het financieel steunen of  mecenaat van geleerden. De steden Straatsburg, Neurenberg, Augsburg en Bazel werden intellectuele centra, waar geleerden als Wimpheling, Brant, Peutinger, Schedel en Pirckheimer, en kunstenaars als Albrecht Dürer en Hans Holbein naartoe kwamen.
Hoewel de geest van de renaissance op deze manier verspreid werd, nam zij toch een ander karakter aan dan in Italië. Zo leverde de gotiek maar weinig in ten opzichte van deze zuidelijke invloeden.